# Серрану-ду-Мараньян

Серрану-ду-Мараньян на карте штата.

Серрану-ду-Мараньян (порт. Serrano do Maranhão) — муниципалитет в Бразилии, входит в штат Мараньян. Составная часть мезорегиона Север штата Мараньян. Входит в экономико-статистический микрорегион Литорал-Осидентал-Мараньенси. Население составляет 10 940 человек на 2010 год. Занимает площадь 1165,860 км². Плотность населения — 9,38 чел./км².

## Демография
Согласно сведениям, собранным в ходе переписи 2010 г. Национальным институтом географии и статистики (IBGE), население муниципалитета составляет:
| Полное население                               | Полное население                               | Полное население                               | Полное население                               | 10 940 |
| ---------------------------------------------- | ---------------------------------------------- | ---------------------------------------------- | ---------------------------------------------- | ------ |
| в том числе:                                   | Городское население                            | 4227                                           | Процент городского населения, %                | 38,64  |
|                                                | Сельское население                             | 6713                                           | Процент сельского населения, %                 | 61,36  |
|                                                | Мужское население                              | 5851                                           | Процент мужского населения, %                  | 53,48  |
|                                                | Женское население                              | 5089                                           | Процент женского населения, %                  | 46,52  |
| Плотность населения, чел/км²                   | Плотность населения, чел/км²                   | Плотность населения, чел/км²                   | Плотность населения, чел/км²                   | 9,38   |
| Население муниципалитета в % к населению штата | Население муниципалитета в % к населению штата | Население муниципалитета в % к населению штата | Население муниципалитета в % к населению штата | 0,17   |

По данным оценки 2016 года, население муниципалитета составляет 10 859 жителей.

## Статистика
- Валовой внутренний продукт на 2014 год составляет 52 404 000 реалов (данные: Бразильский институт географии и статистики)[1].
- Валовой внутренний продукт на душу населения на 2014 год составляет 4871,15 реал (данные: Бразильский институт географии и статистики)[1].
- Индекс человеческого развития на 2010 год составляет 0,519 (данные: Программа развития ООН)[2].